# Arantxa Calvera Cosculluela
Arantxa Calvera Cosculluela (Lleida, 19??) és una jurista i gestora pública catalana. El 2025 va estar inclosa a la llista de les 100 dones catalanes més influents segons la revista Forbes.

## Biografia
Arantxa Calvera és llicenciada en Dret i ha completat la seva formació amb un programa de direcció general (PDG) a l'Escola de Negocis, un màster en Estudis del Territori i Urbanisme a la Universitat Politècnica de Catalunya, un màster en Lideratge i Gestió Pública a la Universitat Autònoma de Barcelona i un programa de lideratge a la Universitat de Georgetown.
Va ser cap de gabinet del socialista Jaume Collboni durant la seva etapa com a tinent d'alcalde de Barcelona i ha treballat com a assessora del Comitè d'Afers Exteriors al Parlament Europeu. Va exercir com a gerent del Consorci de Turisme de Barcelona, càrrec des del qual va fomentar la col·laboració entre els sector públic i el sector privat i va promoure el diàleg amb diversos agents econòmics i socials. El càrrec de gerent de Turisme de Barcelona, creat el 2022, va generar polèmica tant interna com al sector turístic.
El setembre de 2024, durant el govern socialista de Salvador Illa a la Generalitat de Catalunya va ser nomenada directora de l'Agència Catalana de Turisme a proposta del conseller d'Empresa i Treball, Miquel Sàmper, en substitució de Narcís Ferrer. El seu nomenament com a directora de l'Agència Catalana de Turisme va suscitar també crítiques dins del sector turístic.